# Fantasos
Fantasos (gr. Φαντασός Phantasós, łac. Phantasus) – w mitologii greckiej jeden z bogów snu. Był bratem Morfeusza i Ikelosa oraz synem Hypnosa.
Wraz ze swym bratem Ikelosem zsyłał na ludzi sny o zwierzętach i przedmiotach. Uważano go za personifikację Oneirosa. Podobnie jak jego bracia, przedstawiany był pod postacią czarnoskrzydlatej istoty.